# Neolophonotus chrysopylus
Neolophonotus chrysopylus là một loài ruồi trong họ Asilidae. Neolophonotus chrysopylus được Londt miêu tả năm 1988. Loài này phân bố ở vùng nhiệt đới châu Phi.